# Kloster Ettal

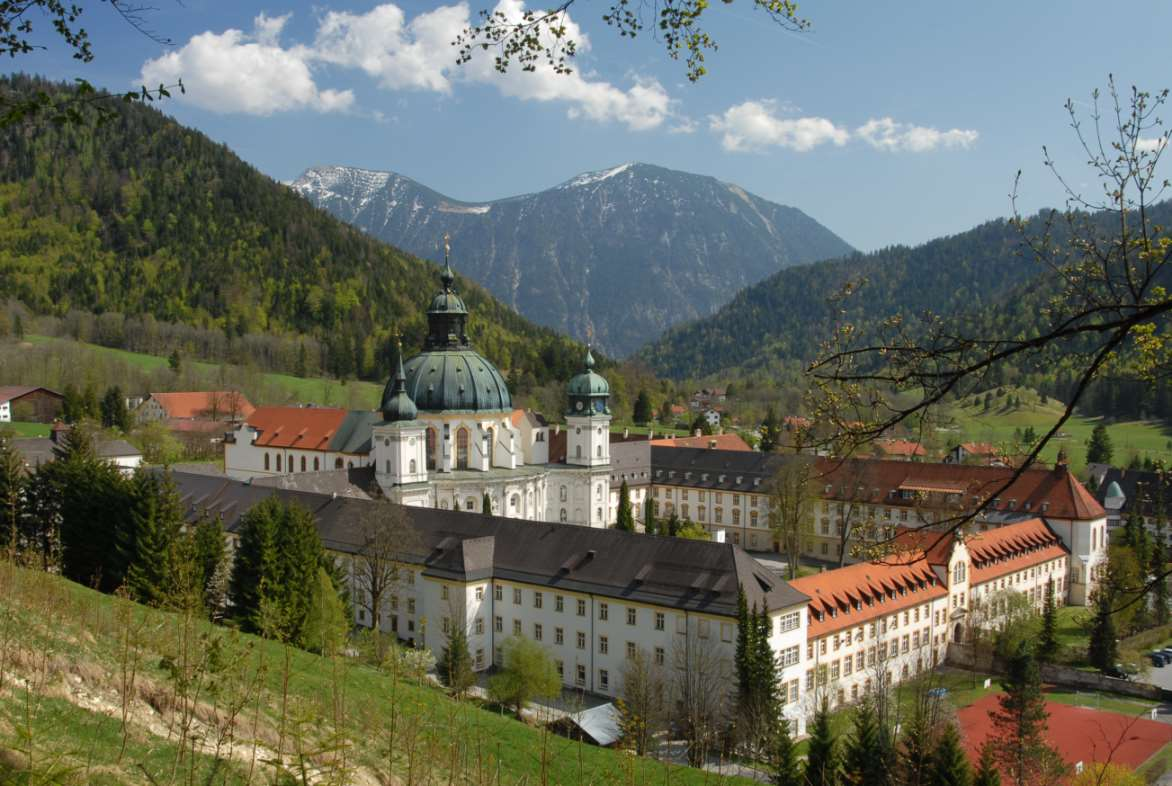
Klosteranlage

Das Kloster Ettal ist eine Benediktinerabtei (Abtei zu den heiligsten Herzen Jesu und Mariä) im Dorf Ettal in Oberbayern und gehört der Bayerischen Benediktinerkongregation an.
Die Abtei liegt rund zehn Kilometer nördlich von Garmisch-Partenkirchen und südöstlich von Oberammergau. Das 1330 gegründete Benediktinerkloster ist heute ein beliebter touristischer Anziehungspunkt. Zum Kloster gehören landwirtschaftliche Betriebe, mehrere Gasthöfe, ein Hotel, ein Gymnasium sowie eine Destillerie und eine Brauerei.

## Gründung
Das Kloster wurde von Kaiser Ludwig dem Bayern am 28. April 1330, dem Tag des heiligen Vitalis, als Teil eines Gelöbnisses gegründet. Verbunden mit dem Gründungsgelübde waren auch ein Ausbau des Verkehrsweges nach Süden und die Erschließung der Gegend.
Als denkbares Gründungsmotiv Ludwigs wird angenommen, dass die Klostergründung neben dem Seelenheil des Kaisers auch der Sicherung des Handelsweges von Augsburg nach Verona (Via Imperii) dienen sollte.
Ludwig befand sich im Streit mit dem Avignoner Papst Johannes XXII., vordergründig um Glaubensfragen, eigentlich um politische Vorrangstellung. Nachdem sich Ludwig in Rom von Sciarra Colonna (römischer Adeliger und Anführer der kaisertreuen Partei Italiens) zum Kaiser hatte krönen lassen, erklärte der Papst diese Krönung für nichtig, und Ludwig verkündete die Absetzung des Papstes. Aus Geldmangel musste sich Ludwig aus Rom zurückziehen, wo er die Wahl  des Gegenpapstes Nikolaus V. unterstützte. Auf seiner Heimreise von Pisa nach Bayern kam er auch am Ort des heutigen Klosters vorbei und gründete dort ein Kloster von neuer und unerhörlicher Art (lat. monasterium nove consuetudinis et acentus inaudite), das neben einem Mönchs- und einem Frauenkonvent auch einen Ritterkonvent mit zwölf Rittern beherbergte.
Bedeutendster Andachtsgegenstand in Ettal ist von jeher ein aus Pisa mitgebrachtes Marienbild, die sogenannte Ettaler Madonna. Schon bald wurde die Madonna zum Ziel von Wallfahrten, insbesondere seit dem barocken Neubau des Klosters. Die Klosterkirche ist der heiligen Maria geweiht: St. Mariä Himmelfahrt.

## Geschichte des Klosters

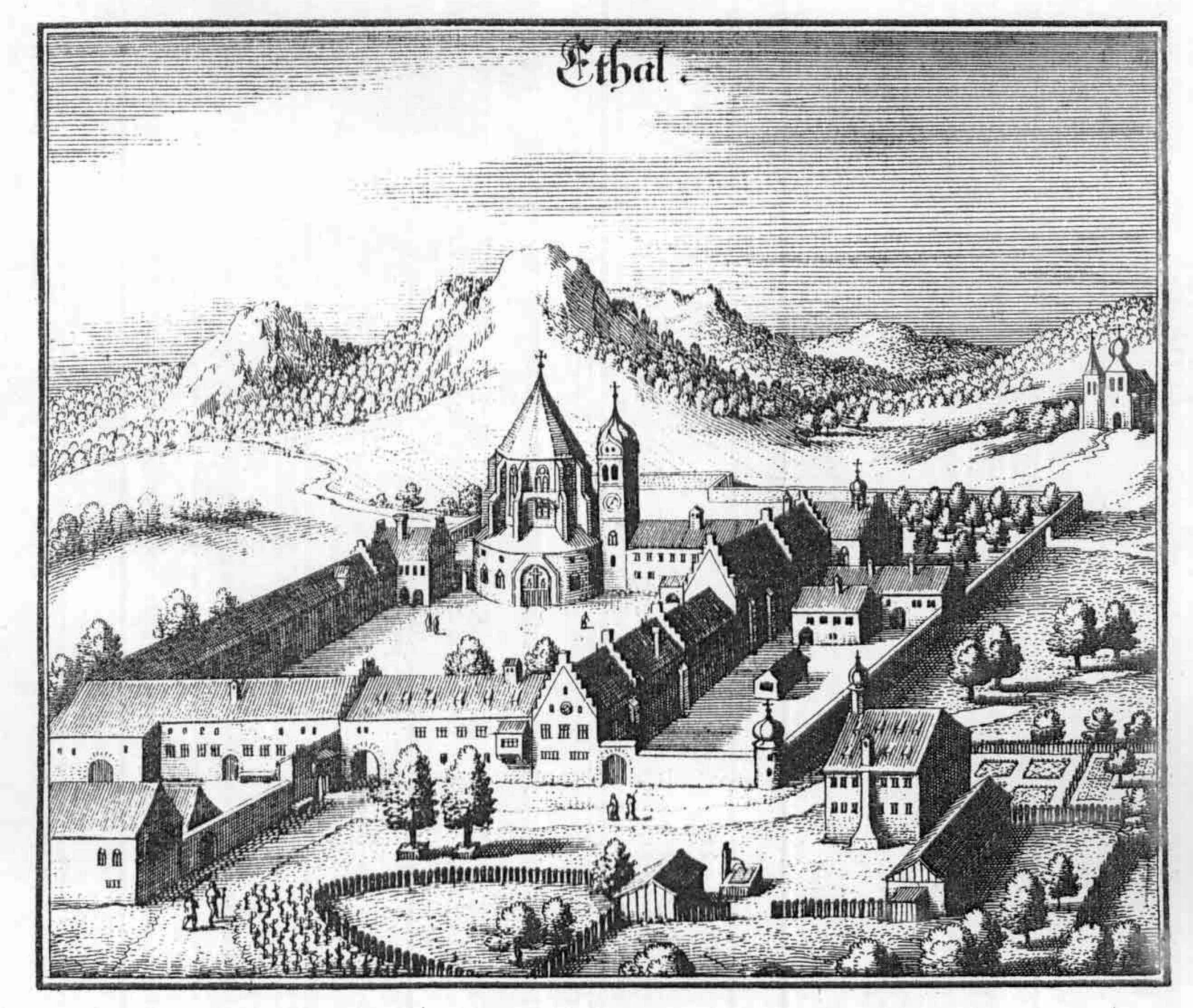
Kloster Ettal auf einem Stich von Matthäus Merian, 1665

Zwischen 1330 und 1370 wurde die Klosterkirche auf einem zwölfeckigen Grundriss im Stil der Gotik errichtet und am 5. Mai 1370 durch den Freisinger Fürstbischof Paul geweiht. Das Kloster war in den ersten vier Jahrhunderten seines Bestehens im Vergleich zu den großen altbayerischen Abteien nicht sehr bedeutend. In den Wirren der Reformation fügten ihm Truppen des Kurfürsten Moritz von Sachsen im Mai 1552 große Schäden zu.
Im 17. und 18. Jahrhundert erblühte die Wallfahrt nach Ettal. Während des Spanischen Erbfolgekrieges (1701–1714) ließ Kurfürst Max II. Emanuel das Gnadenbild, eine Marienstatue, am 12. April 1704 in die Hofkapelle bringen und dort zehn Tage lang verehren. Anschließend stand es in verschiedenen Münchner Kirchen, am 30. Juni kam es in den Freisinger Dom. Im Frühjahr 1705 gelangte es zurück nach Ettal.
Die eigentliche Blüte des Klosters begann erst unter Abt Placidus Seitz ab dem Jahr 1709. Im Jahr 1710 gründete er die Ritterakademie und rief damit die schulische Tradition Ettals ins Leben. Während der kaiserlichen Verwaltung Kurbayerns wurden in Ettal Kriegswissenschaften gelehrt, insbesondere Ballistik und Militär- und Zivilbaukunst, und zwar nicht nur theoretisch, sondern auch praktisch durch Schanzenbau und Schießübungen mit einem aus dem Zeughause zu München entnommenen Geschütz. Bei einem Brand 1744 wurden Kirche und Kloster weitgehend zerstört und in der Folge in den Formen des Rokoko nach Plänen von Enrico Zuccalli durch Joseph Schmuzer aus der Wessobrunner Schule wieder aufgebaut. Zur Ausstattung zählen unter anderem Seitenaltäre und Kanzel von Johann Baptist Straub. Die Deckenmalereien schuf Johann Jakob Zeiller, die Stuckierung Schmuzer und sein Schwiegersohn Johann Georg Üblhör.

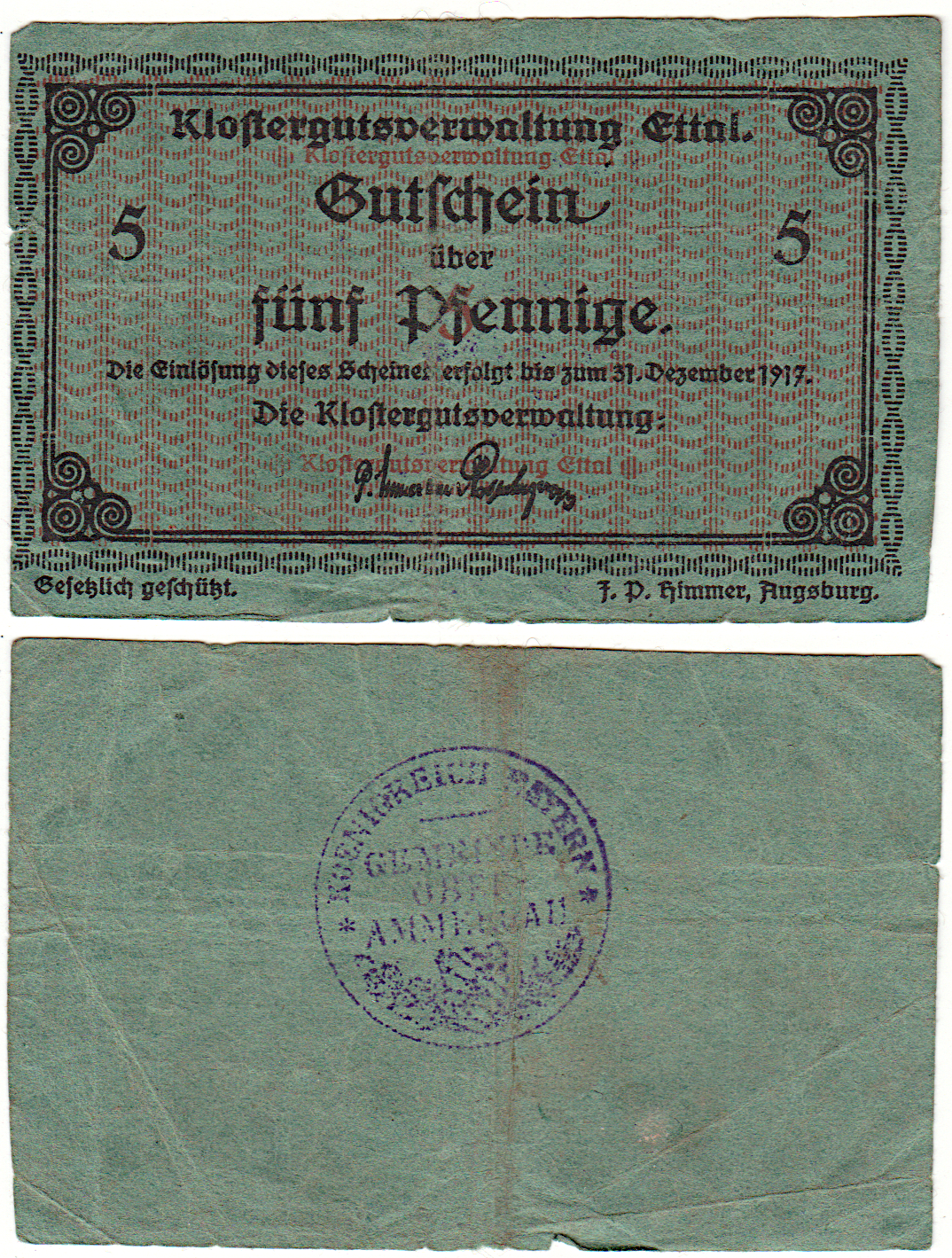
Ein Notgeldschein des Klosters.

Seine verkehrsgünstige Lage und die Anziehungskraft auf Wallfahrer ließen Ettal zu einem der bedeutendsten Benediktinerklöster im Alpenraum werden.
1790 erhielt die Abtei noch einmal den Blutbann, das heißt, die gesamte Gerichtsbarkeit lag beim Abt und seinem Konvent. Nicht nur die Nieder- und Urkundsgerichtsbarkeit, sondern auch die Hohe Gerichtsbarkeit mit der möglichen Verurteilung zur Todesstrafe war dem Kloster Ettal übertragen. Mit der Säkularisation wurde die Benediktinerabtei am 21. März 1803 gegen den entschiedenen Widerstand von Abt Alphons Hafner aufgehoben.
Der Bezirk des Klostergerichts wurde einem provisorischen Landgericht Murnau übertragen, das aber schon Ende 1803 auf die angrenzenden Landgerichte Weilheim und Schongau verteilt wurde; 1827 wurde dann der größte Teil des früheren Klostergerichts mit dem Landgericht Werdenfels vereinigt.
Die Gebäude und Besitzungen gingen an das Kurfürstentum Pfalz-Bayern über. 1809 ersteigerte Josef von Elbing die Gebäude. 1856 erwarb sie Graf Albert von Pappenheim von Elbings Enkel August Baur Edlem von Breitenfeld.
1898 erwarb der protestantische Baron Theodor von Cramer-Klett die Gebäude, verkaufte sie jedoch im folgenden Jahr wohlwollend – unter Verlusten – weiter an das Kloster Scheyern, um die Wiedererrichtung des Klosterbetriebes zu ermöglichen. Am 6. August 1900 zogen wieder Benediktinermönche ein. Zunächst war das Kloster ein Priorat des Klosters Scheyern, doch 1907 wurde Ettal wieder eine selbstständige Abtei. In der Tradition der 1710 gegründeten Ritterakademie entwickelten sich seitdem das humanistische und neusprachliche Gymnasium und das Internat zu den wichtigsten Aufgaben der Benediktiner in Ettal. Die teils in der Säkularisationszeit abgebrochenen Gebäude wurden mit finanzieller Unterstützung durch Baron Cramer-Klett wieder aufgebaut oder erneuert. Die vollständige Wiederherstellung des Klosterensembles war erst nach dem Zweiten Weltkrieg vollendet.
Papst Benedikt XV. erhob die Kirche am 24. Februar 1920 mit dem Apostolischen Schreiben Inter potiora in den Rang einer Basilica minor.
Das Kloster betreibt außerdem auf seinem Gelände die Ettaler Klosterbrauerei, eine Destillerie (zur Herstellung des Klosterlikörs und anderer Spirituosen wie Rakı), ein direkt gegenüber dem Kloster gelegenes, bis ins 15. Jahrhundert zurückreichendes Hotel („Klosterhotel König Ludwig der Bayer“), mehrere Gasthöfe, eine Anzahl kleinerer Wirtschaftsbetriebe sowie eine Buchhandlung und einen Kunstverlag, 1994 wurde von Ettal aus das ehemalige Kloster Wechselburg des Deutschen Ordens in Sachsen wiederbesiedelt. Dort betreiben die Mönche neben der Pfarrseelsorge auch ein größeres Gästehaus. Heute gehören zum Ettaler und Wechselburger Konvent 55 Mitglieder.
Die Benediktiner hielten gemäß ihren Ordensregeln seit jeher die Gastfreundschaft sehr hoch (Hospites tamquam Christus suscipiantur – „Gäste sollen wie Christus empfangen werden“, Ordensregel 53,1). Demgemäß bietet der Ettaler Konvent auch heutzutage interessierten Männern an, für einige Tage am klösterlichen Leben teilzunehmen. Zu den bekanntesten Gästen der letzten Jahrzehnte, die im Kloster Unterschlupf fanden, zählten zwei Widerstandskämpfer gegen den Nationalsozialismus: Rupert Mayer SJ war von August 1940 bis zum Kriegsende hier interniert. Dietrich Bonhoeffer verbrachte die Zeit von November 1940 bis Februar 1941 in Ettal.
Das Kloster Ettal beherbergte im Jahr 2018 die Bayerische Landesausstellung, die sich dem Thema Wald, Gebirg und Königstraum – Mythos Bayern widmete. Die vom Haus der Bayerischen Geschichte durchgeführte Veranstaltung fand vom 3. Mai bis zum 4. November 2018 statt. Die Landesausstellung war Teil des Jubiläumsprogramms Mythos Bayern – 100 Jahre Freistaat.
Im August 2019 fand das Maltacamp, das größte Internationale Jugendcamp für Menschen mit Behinderung, mit über 500 Teilnehmenden aus 24 Ländern auf dem Gelände des Klosters, organisiert von der Gemeinschaft junger Malteser, statt.
Während der Coronakrise wurden in der Destillerie des Klosters Desinfektionsmittel für Krankenhäuser produziert. Nach dem russischen Überfall auf die Ukraine im Jahr 2022 fanden 50 Geflüchtete aus der Ukraine Schutz im Kloster.

## Äbte
| - Heinrich I. Rieter, 1331–1344 - Eberhard aus Niederaltaich, 1344–1349 - Jodok von Agenwang, 1349–1352/1353 (?) - Konrad I. Kummersprugger aus Tegernsee, 1360–1390 (1356–1360 Administrator) - Heinrich II. Zucker, 1390–1393 - Berner/Werner, 1393–um 1399 († 1407) - Konrad II. Duringfeld, 1399–1413 - Heinrich III. Sandauer, 1413–1414 - Ulrich Hohenkircher, 1414–1419 - Konrad III. Schifflein/Schifflin, 1419–1439 - Johannes I. Kufsteiner, 1440–1452 († 1455) - Simon Hueber, 1452–1476 - Stephan Precht, 1476–1492 - Benedikt Zwink, 1492–1495 († 1495) - Johannes II. Spangler, 1495–1511 - Maurus I. Wagner, 1511–1522 - Maurus II. Nuzinger, 1522–1549 | - Placidus I. Gall, 1549–1566 - Nikolaus Streitl, 1566–1590 - Leonhard Hilpolt, 1590–1615 - Othmar I. Goppelsrieder, 1615–1637 (1613 Koadjutor) - Ignatius Rueff, 1637–1658 - Virgil Hegler, 1658–1668 - Benedikt II. Eckart, 1668–1675 - Roman Schretter, 1675–1697 - Romuald Haimblinger, 1697–1708 - Placidus II. Seitz, 1709–1736 - Bernhard I. Oberhauser, 1736–1739 - Benedikt Pacher, 1739–1759, Abt zur Zeit des Klosterbrandes 1744 († 1796) - Bernhard II. (Ludwig) von Eschenbach, 1761–1779 (natürlicher Sohn des Kurfürsten Maximilian III. Josef Karl) | - Othmar II. Seywold, 1779–1787 (Wahl 28. April 1779) - Alphons Hafner, 1787–1802 (leistete der Aufhebung des Klosters starken Widerstand und starb als gebrochener Mann am 7. Mai 1807 in der Abtei St. Justina in Padua) - Säkularisation - Willibald Wolfsteiner, 1907–1933 (Prior 1900–1907) - Angelus Kupfer, 1933–1951 - Johannes Maria Hoeck, 1951–1961 - Karl Groß, 1961–1973 - Edelbert Hörhammer, 1973–2005 - Barnabas Bögle, 2005–2010 - Emmeram Walter, Februar–Juli 2010, Administrator - Barnabas Bögle, erneut seit 11. Juli 2010 |

## Bauwerke

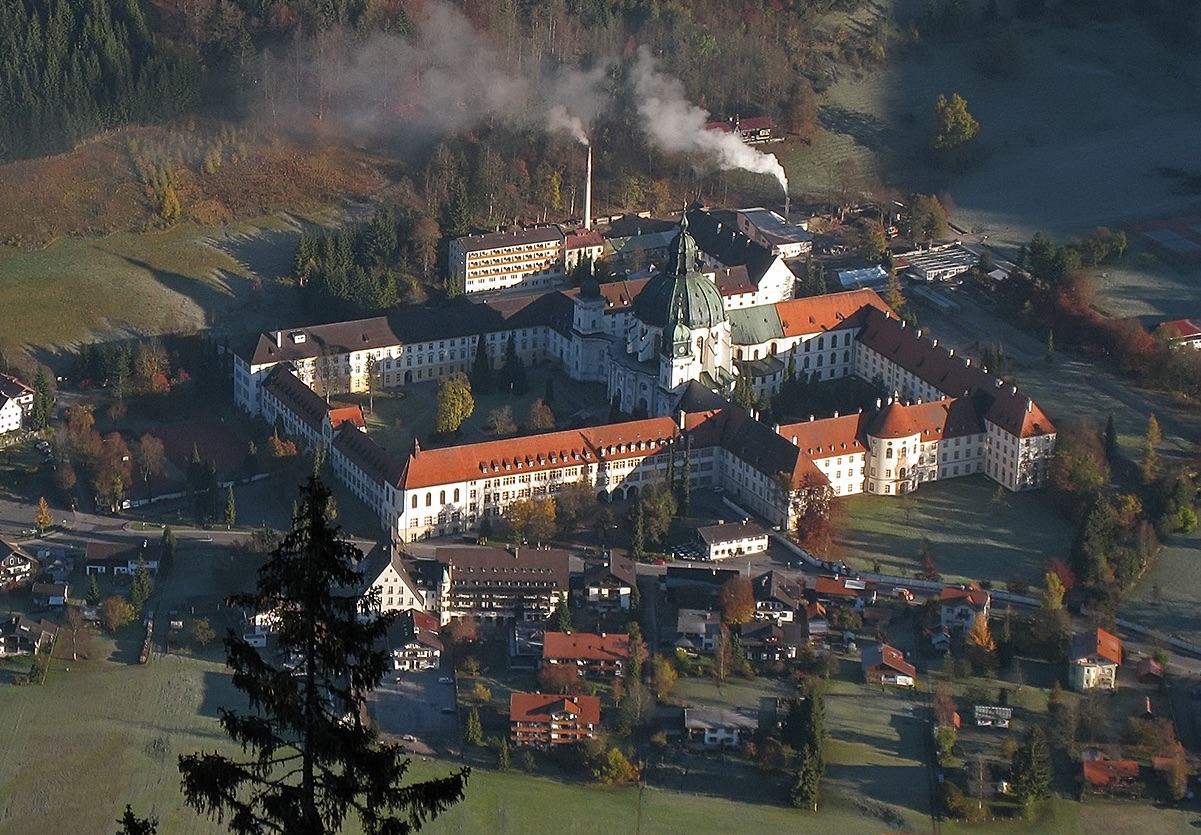
Kloster Ettal gesehen vom Weg zum Ochsensitz

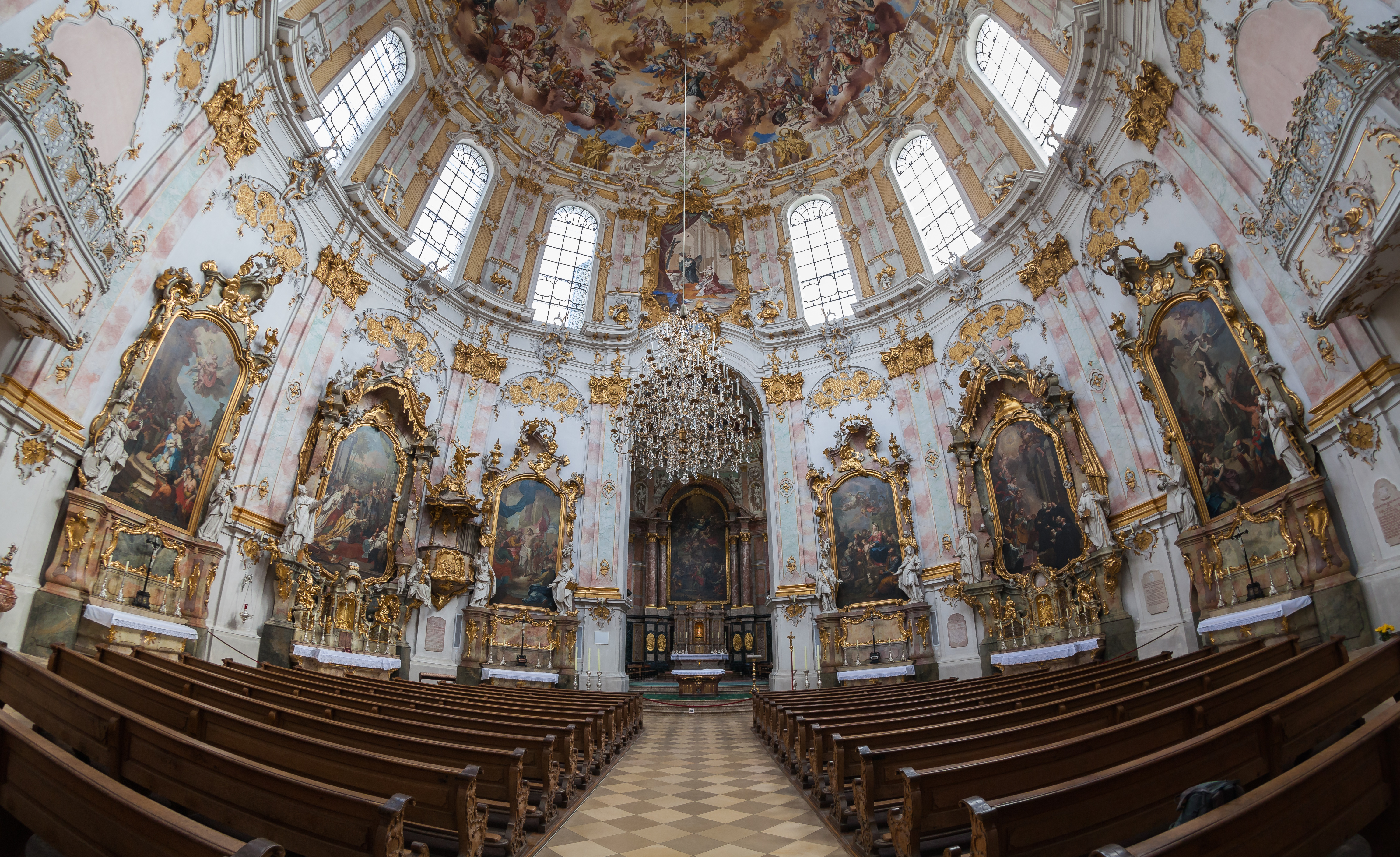
Panoramabild des Kirchenraums Richtung Hochaltar

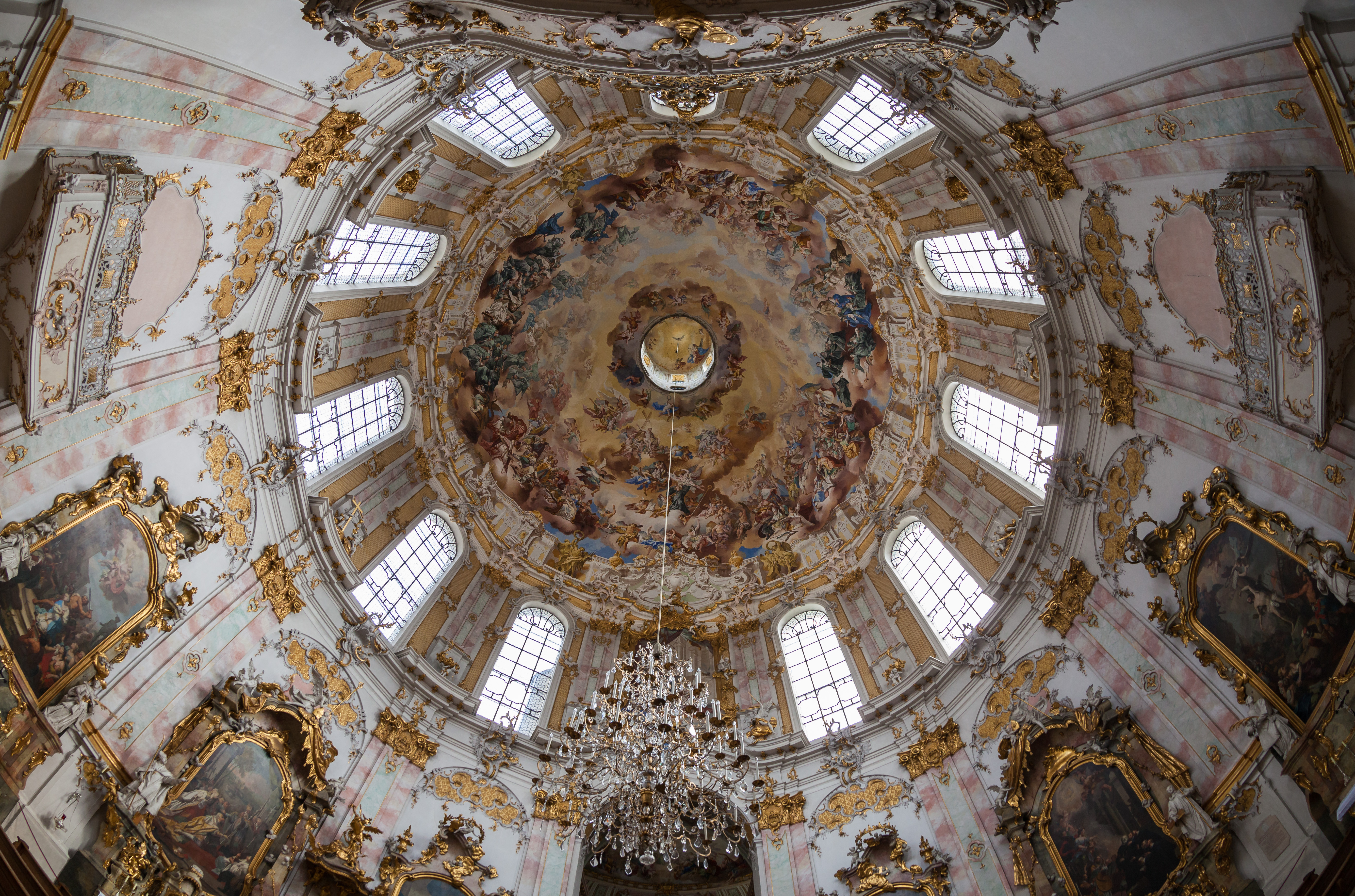
Fresko der großen Kuppel – Mariä Himmelfahrt von Johann Jakob Zeiller

Den Kern der Anlage bildet die Klosterkirche Mariä Himmelfahrt. Die Konventgebäude schließen im Südosten an die Klosterkirche an. Sie bilden eine drei- bis viergeschossige Vierflügelanlage in barocken Formen und wurden ursprünglich 1714 von Enrico Zuccalli erbaut. Westlich der Kirche liegt der Westliche Klosterhof, umgeben von einer zwei- bis dreigeschossigen Vierflügelanlage in barocken Formen und ursprünglich 1753 erbaut.
Die Klostergebäude des 18. Jahrhunderts wurden im 19. Jahrhundert teilweise abgerissen. 1904 erfolgte ein Wiederaufbau und Umbau der Konventgebäude durch Max Ostenrieder, 1912 folgte der Westliche Klosterhof. Erst 1972 bis 1976 wurde der letzte nach der Säkularisation abgerissene Teil der Klosterbauten wiedererrichtet.
Die Konventgebäude beherbergen das Kloster. Im Nord- und Westflügel des Westlichen Klosterhofs ist ein Internat untergebracht, im Südflügel ein Gymnasium.
Auf Grund des hohen touristischen Besucheraufkommens in der Klosterkirche beschlossen Pfarrgemeinde und Konvent die Errichtung einer gesonderten Kapelle jenseits der Besucherströme. 1998 wurde von den Architekten Claus und Forster unter Beteiligung des Glaskünstlers Florian Lechner die Gedächtniskapelle, auch Winterkirche genannt, errichtet.

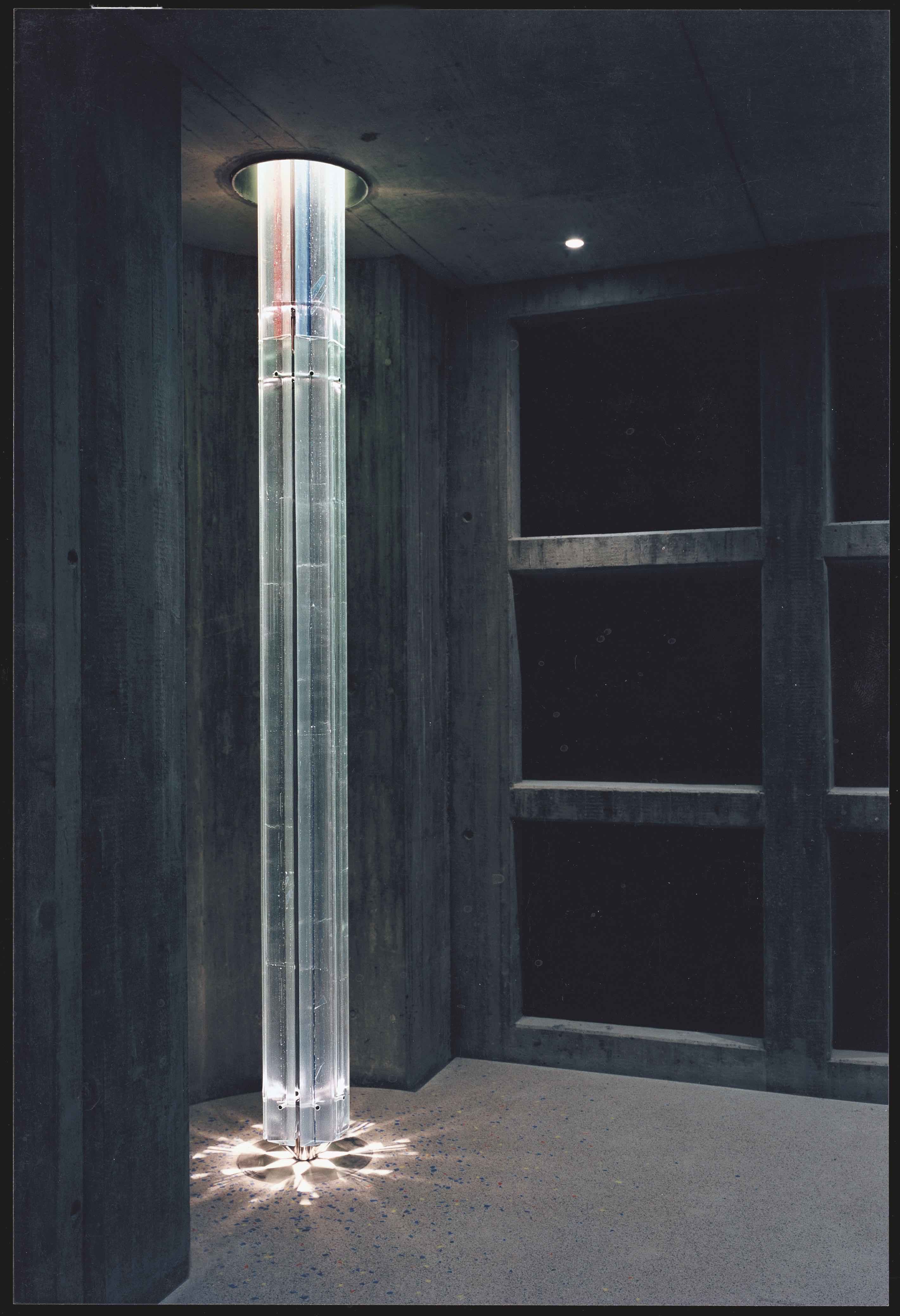
Winterkapelle von Claus und Forster mit Lichtglassäule von Florian Lechner

## Bildungseinrichtungen
Die Ritterakademie Ettal bestand von 1711 bis 1744.
Die 1977 gegründete Internationale Sommerakademie Ettal zur Ausbildung von Nachwuchsmusikern wird seit 2017 im Kloster Ettal veranstaltet.
Seit 1905 besteht im Kloster das Benediktinergymnasium Ettal, ein humanistisches Gymnasium mit neusprachlichem Zweig.
Im Zuge der Berichterstattung über sexuellen Missbrauch in katholischen Einrichtungen in Deutschland wurde im Februar 2010 bekannt, dass im Benediktinergymnasium Ettal sexueller Missbrauch und Gewaltanwendung gegenüber Schülern über Jahrzehnte ungehindert stattgefunden hatten. Nach Abt Barnabas Bögle trat auch der Schulleiter Maurus Kraß zurück.
Beide wurden nach ihrer Rehabilitation im Sommer 2010 durch die Kongregation für die Ordensleute wieder in ihre Ämter eingesetzt. Eine Studie deckte 2013 das Ausmaß der Übergriffe auf. Die Zahl der Anmeldungen neuer Schüler ging im folgenden Jahr stark zurück. Die strafrechtliche Aufarbeitung mehrerer Fälle aus den Jahren 2001–2005 dauerte bis März 2015 an und endete vorläufig mit der Verurteilung des damaligen Internatspräfekten zu einer Bewährungsstrafe von 22 Monaten, ausgesetzt für vier Jahre. Am 4. August 2016 wurde beim Landgericht München II ein weiteres Verfahren gegen den Pater wegen sexuellen Missbrauchs von Kindern in einem anderen Fall eröffnet. Die Verteidigung kündigte ein umfassendes Geständnis an. Am 10. August 2016 wurde der Priester in erster Instanz zu einer Freiheitsstrafe von sieben Jahren verurteilt; das Urteil aus dem Jahr 2015 war darin einbezogen.
Das ursprünglich reine Jungen-Internat öffnete sich ab dem Schuljahr 2016/17 auch für Mädchen. Das Internat wurde zum Schuljahres 2023/24 geschlossen.

## Diverses
- Wegen einer mutmaßlichen inhaltlichen Verwandtschaft der Minne-Allegorie Das Kloster der Minne mit den Ordensregeln des Klosters Ettal und der Analogie zwischen den zwölf Pforten des dort beschriebenen Klosterbaus mit dem zwölfeckigen Zentralbau der Ettaler Klosterkirche ist diese Minne-Allegorie oft mit dem Kloster Ettal in Verbindung gebracht worden.